# Andrea Lembo
Andrea Lembo, PIME (japonês: アンドレア・レンボ; Treviglio, 12 de maio de 1974) é um bispo católico romano italiano, missionário do Pontifício Instituto para as Missões Estrangeiras e bispo auxiliar em Tóquio.

## Vida
Originário de Treviglio, na arquidiocese de Milão, Andrea Lembo estudou primeiro no Seminário Teológico Internacional do Pontifício Instituto para as Missões Estrangeiras em Monza e depois passou um ano na filial regional da ordem em Detroit. Ele obteve seu diploma de teologia pela Escola de Teologia do Verbo Divino em Tagaytay, Filipinas. Ele também estudou na Faculdade Teológica do Norte da Itália.
Em 2003 fez a promessa final de compromisso com a comunidade religiosa e recebeu o sacramento da ordenação em 12 de junho de 2004, na Catedral de Milão, pelo Arcebispo Dionigi Cardeal Tettamanzi. Após a ordenação, trabalhou em trabalho missionário e vocacional na filial do PIME Villa Grugana em Calco até 2008.
De 2009 a 2011, estudou língua japonesa e depois trabalhou na pastoral paroquial no distrito de Itabashi, em Tóquio, até 2012, e em Narashino até 2017. A partir de 2017 foi pastor em Fuchū e a partir de 2021 também diretor do centro de formação religiosa Shinsei-Kaikan. De 2017 a 2023, Padre Andrea foi também superior regional de sua comunidade para o Japão e de 2023 para todo o Leste Asiático. A partir de 2022 foi membro do Conselho Sacerdotal da Arquidiocese de Tóquio.
Em 16 de setembro de 2023, o Papa Francisco nomeou Lembo como bispo titular de Mulia e bispo auxiliar em Tóquio. Recebeu a consagração episcopal no 16 de dezembro, na catedral de Tóquio, pelo arcebispo Tarcisius Isao Kikuchi; os principais co-consagradores foram o Bispo de Yokohama, Rafael Masahiro Umemura, e o Bispo de Sapporo, Bernard Taiji Katsuya.